# Eva Verona
Eva Verona (Trst, 1. veljače 1905. – Zagreb, 19. svibnja 1996.) bila je hrvatska knjižničarka koja je preuredila smjernice za katalogizaciju i napisala pravilnik za abecedni katalog. Njen pravilnik koristio se u cijeloj Jugoslaviji, a i danas se koristi u hrvatskim knjižnicama.
Pohađala je klasičnu gimnaziju u Zagrebu te na zagrebačkom Filozofskom fakultetu diplomirala matematiku i fiziku 1928. godine. Nakon završetka fakulteta radila je u Nacionalnoj i sveučilišnoj knjižnici od 1929. do 1967. godine. Potom je predavala na postdiplomskom studiju bibliotekarstva i informacijskih znanosti u Zagrebu. Bila je glavna urednica Vjesnika bibliotekara Hrvatske od 1960 do 1964. godine. Također je bila istaknuta članica IFLA-e.
U Nacionalnoj i sveučilišnoj knjižnici radila je na preuređivanju smjernica za katalogizaciju od 1929. do 1947. godine. Nakon toga IFLA ju je pozvala u grupu stručnjaka koji su radili na stvaranju novih principa za abecedni katalog koji će se koristiti diljem svijeta. Također je unutar IFLA-e razvijala standard za bibliografski zapis ISBD. Godine 1970. objavila je Pravilnik i priručnik za izradbu abecednih kataloga koji i danas koriste hrvatske knjižnice.
Za svoj rad na području knjižničarstva zaslužila je brojne nagrade. Od Hrvatskog knjižničarskog društva dobila je 1968. godine Kukuljevićevu povelju, javno priznanje za unapređenje knjižničarstva. Godine 1976. postala je prva Europljanka koja je dobila nagradu Margaret Mann Citation in Cataloging & Classification koju dodjeljuje američka udruga knjižnica ALA (American Library Association).